# Phyllocnistis eurymochla
Phyllocnistis eurymochla är en fjärilsart som beskrevs av Turner 1923. Phyllocnistis eurymochla ingår i släktet Phyllocnistis och familjen styltmalar. Inga underarter finns listade i Catalogue of Life.